# Murphyanella
Murphyanella is een geslacht van wantsen uit de familie van de Aenictopecheidae. Het geslacht werd voor het eerst wetenschappelijk beschreven door Wygodzinsky & Štys in 1982 .

## Soorten
Het genus bevat de volgende soort:

- Murphyanella aliquantula Wygodzinsky & Štys, 1982